# Liên minh thành phố vùng Biển Baltic
Liên minh thành phố vùng Biển Baltic (tiếng Anh: Union of the Baltic Cities, viết tắt là UBC) là 1 tổ chứchợp tác giữa các thành phố trong khu vực quanh Biển Baltic. Tổ chức được thành lập trong tháng 9 năm 1991 tại thành phố Gdańsk (Ba Lan).
Chủ tịch hiện nay của tổ chức là Per Bødker Andersen, thị trưởng thị xã Kolding, (Đan Mạch). Nha thư ký của Tổ chức đặt ở Gdańsk (Ba Lan).

## Thành phố hội viên
- Đan Mạch:
  -     1. Aarhus
    2. Copenhagen
    3. Fredericia
    4. Guldborgsund (thị xã)
    5. Horsens
    6. Køge
    7. Kolding
    8. Næstved
    9. Vordingborg
- Estonia:
  -     1. Elva
    2. Haapsalu
    3. Jogeva
    4. Jõhvi
    5. Kärdla
    6. Keila
    7. Kuressaare
    8. Maardu
    9. Narva
    10. Paldiski
    11. Pärnu
    12. Sillamäe
    13. Tallinn
    14. Tartu
    15. Viljandi
    16. Võru
- Phần Lan:
  -     1. Espoo
    2. Helsinki
    3. Järvenpää
    4. Jyväskylä
    5. Kemi
    6. Kotka
    7. Lahti
    8. Mariehamn
    9. Pori
    10. Tampere
    11. Turku
    12. Vaasa
- Đức:
  -     1. Greifswald
    2. Kiel
    3. Lübeck
    4. Rostock
    5. Wismar
- Latvia:
  -     1. Cēsis
    2. Jēkabpils
    3. Jelgava
    4. Jurmala
    5. Liepāja
    6. Rēzekne
    7. Riga
    8. Tukums
- Litva:
  -     1. Gargzdai
    2. Kaunas
    3. Klajpeda
    4. Marijampolė
    5. Molėtai
    6. Palanga
    7. Panevėžys
    8. Šiauliai
    9. Vilnius
- Na Uy:
  -     1. Bergen
    2. Kristiansand
- Ba Lan:
  -     1. Chojnice
    2. Elbląg
    3. Gdańsk
    4. Gdynia
    5. Koszalin
    6. Krynica Morska
    7. Łeba
    8. Malbork
    9. Międzyzdroje
    10. Pruszcz Gdański
    11. Reda
    12. Słupsk
    13. Sopot
    14. Szczecin
- Nga:
  -     1. Baltijsk
    2. Kaliningrad
    3. Kronshtadt
    4. Lomonosov
    5. Peterhof
    6. Sestroretsk
    7. St. Petersburg
- Thụy Điển:
  -     1. Gävle
    2. Göteborg
    3. Kalmar
    4. Karlskrona
    5. Karlstad
    6. Kristianstad
    7. Linköping
    8. Luleå
    9. Malmö
    10. Nacka
    11. Norrtälje
    12. Nyköping
    13. Örebro
    14. Oskarshamn
    15. Robertsfors
    16. Stockholm
    17. Sundsvall
    18. Trelleborg
    19. Umeå
    20. Västervik
    21. Växjö
    22. Visby